# 吉江景資
吉江 景資（よしえ かげすけ）は、戦国時代から安土桃山時代にかけての武将。長尾氏（上杉氏）の家臣。越後国吉江城主。魚津城の戦いにおける守将の一人とされる。

## 生涯
大永7年（1527年）、越後西蒲原郡弥彦庄吉江の国人・吉江宗信の子として誕生。
上杉謙信に旗本として仕え、謙信の関東や越中国出兵の際は春日山城留守居役軍監などを務めた。永禄10年（1567年）には下野国唐沢山城を守った。天正年間からは、能登国や越中を転戦した。
天正6年（1578年）の謙信急死後、景資ら吉江氏が守備する越中は織田信長配下の柴田勝家の攻勢に晒され、吉江一族は奮戦するも、本能寺の変の翌日の天正10年（1582年）6月3日、魚津城で父・宗信、長子寺島長資、次男中条景泰と共に親子3代揃って自害したと考えられている。享年55。しかし「魚津在城衆十二名連署状」の中には景資の名はなく、大きな謎として残っている。自害した日は信長が本能寺の変で自害した翌日であった。
家督は遺子・長忠が継いだ。

## 系譜
- 父：吉江宗信（1505-1582）
- 母：不詳
- 室：不詳
  - 長男：寺島長資（?-1582） - 六蔵（六三）、長秀、寺島和泉守の養子。魚津で共に自刃。
  - 次男：中条景泰（1558-1582） - 与次、中条景資の養子。魚津で共に自刃。
  - 三男：吉江長忠（永禄9年（1566年） - ?） - 与橘?。戦後、上杉景勝に所領を安堵され吉江氏の家督を継いだ。当時16歳。

## 関連作品
- 『蜃楼の城郭』佐伯光太郎（文芸社）